# Vi läsa i Bibeln de heliga ord
Vi läsa i Bibeln de heliga ord är en sedelärande barnpsalm med elva 4-radiga verser. Verserna har ingen refrängtext. Hela psalmen ger ett intryck av ett skillingtryck. Författaren är okänd.

## Publicerad i
- Herde-Rösten 1892 som nr 609 under rubriken "Barnsånger" med titeln "Drinkarens gosse".